# Ajeé Wilsonová
Ajeé Wilsonová (* 8. května 1994) je americká běžkyně, jejíž specializací jsou běhy na středních tratích. Je halovou mistryní světa a dvojnásobnou bronzovou medailistkou ze světového šampionátu na trati 800 metrů.

## Osobní život
V roce 2016 získala bakalářský titul z oboru kineziologie na Temple University ve Filadelfii.

## Osobní rekordy

### Dráha
- běh na 800 metrů – 1:55,61 – 21. července 2017, Monako
- běh na 4 x 800 metrů – 8:01,58 – 25. května 2014, Nassau

### Hala
- běh na 800 metrů – 1:58,29 – 8. února 2020, New York
- běh na 4 x 800 metrů – 8:05,89 – 3. února 2018, New York